# Abby Crawford Milton
Abby Crawford Milton (6 de fevereiro de 1881 – 2 de maio de 1991) foi uma sufragista estadunidense.
Ela foi a última presidenta da Associação pelo Sufrágio Igualitário do Tennessee. Ela viajou por todo o Tennessee, fazendo discursos e organizando ligas pelo sufrágio em pequenas comunidades. Em 1920, com Anne Dallas Dudley e Catherine Talty Kenny, ela liderou a campanha, no Tennessee, para aprovar a ratificação do sufrágio nos EUA. Em 18 de agosto, Tennessee tornou-se o 36º estado a ratificar a alteração no direito ao voto, dando às mulheres o direito de votar em todo o país.
Após a decisão pelo direito ao voto feminino, Milton tornou-se a primeira presidenta da Liga das Mulheres Eleitoras do Tennessee. Ela também trabalhou para a criação do Great Smoky Mountains National Park e participou de convenções do Partido Democrata como delegada-geral. No final da década de 1930, ela concorreu ao Senado pelo Estado de Tennessee, mas perdeu.
Em 26 de agosto de 2016, como parte da celebração do Dia das Mulheres, um monumento feito por Alan LeQuire foi inaugurado em Nashville, com representações de Milton, Carrie Chapman Catt, Anne Dallas Dudley, Juno Frankie Pierce e Sue Shelton White.

## Vida pessoal
Abby Crawford Milton nasceu em Milledgeville, na Geórgia, a filha do editor de jornais Charles Peter Crawford e de Anna Ripley Orme.
Em 1904 casou com George Fort Milton Sr., um editor de jornal pró-sufrágio.
Estudou direito na Faculdade de Chattanooga, mas nunca praticou. Ela e seu marido tiveram três filhas; Corine, Sarah Ann e Frances.